# 朗斯河畔勒米尼伊克
朗斯河畔勒米尼伊克（法語：Le Minihic-sur-Rance，法語發音：[lə mini.ik syʁ ʁɑ̃s]）是法国伊勒-维莱讷省的一个市镇，位于该省西北部，属于圣马洛区。

## 地理
朗斯河畔勒米尼伊克（48°34'36"N, 2°0'45"W）面积3.91 平方千米，位于法国布列塔尼大區伊勒-维莱讷省，该省份为法国西北部沿海省份，位于布列塔尼半岛东部，北濒大西洋，西接阿摩尔滨海省和莫尔比昂省，南至大西洋卢瓦尔省，西南端接曼恩-卢瓦尔省，东临马耶讷省，东北与芒什省接壤。
与朗斯河畔勒米尼伊克接壤的市镇（或旧市镇、城区）包括：普勒尔蒂、朗斯河畔朗格罗莱。

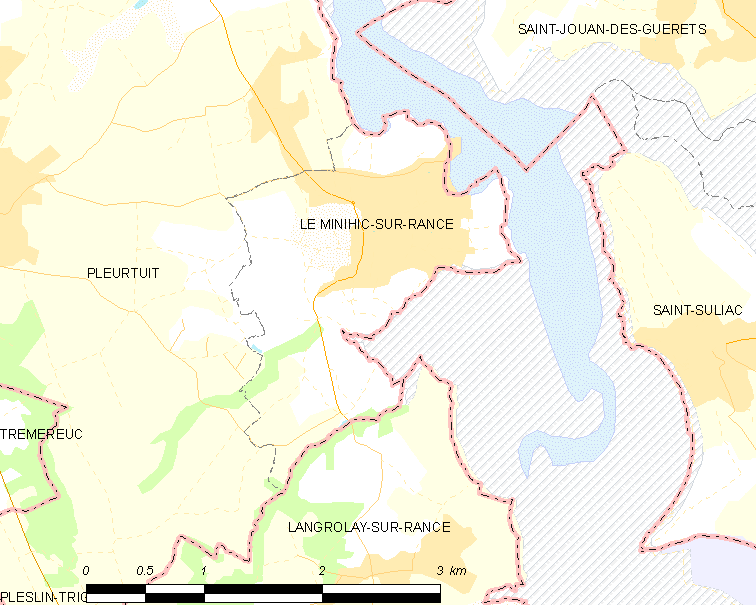
朗斯河畔勒米尼伊克的OSM定位图

朗斯河畔勒米尼伊克的时区为UTC+01:00、UTC+02:00（夏令时）。

## 行政
朗斯河畔勒米尼伊克的邮政编码为35870，INSEE市镇编码为35181。

## 政治
朗斯河畔勒米尼伊克所属的省级选区为圣马洛第二县。

## 人口

1962-2008年间朗斯河畔勒米尼伊克人口变化图示

朗斯河畔勒米尼伊克于2022年1月1日时的人口数量为1499人。